# 蔦田公義
蔦田 公義（つただ ただし、1939年11月14日 - 2015年4月7日）は、日本のイムマヌエル綜合伝道団の牧師。元、日本福音同盟理事長。

## 経歴
1939年、当時ホーリネス教会の牧師だった蔦田二雄の子供として東京に生まれる。インドのユニオン・ビブリカル・セミナリーを経て、アバディーン大学を卒業する。
イムマヌエル綜合伝道団の聖宣神学院教会牧師、イムマヌエル聖宣神学院院長などを務めた。
2015年4月7日、肺炎のため死去。75歳没。墓所は雑司ヶ谷霊園。

## 著書
- 「新約聖書の教えに見る基督者の完全」
- 「イムマヌエル聖書ハンドブック・ヨハネI II III」
- 新聖書講解シリーズ「ピレモンへの手紙」